# Bulbophyllum burkillii
Bulbophyllum burkillii é uma espécie de orquídea (família Orchidaceae) pertencente ao gênero Bulbophyllum. Foi descrita por Gage em 1906.